# Zdobycie Leukas
Zdobycie Leukas – starcie zbrojne, które miało miejsce w roku 197 p.n.e.
Po zwycięstwie nad Filipem V w roku 197 p.n.e. Rzymianom pozostało nakłonienie ostatnich sprzymierzeńców macedońskich do zawarcia sojuszu z Republiki. Jedną z takich grup byli Akarnanowie. Rozmowy Lucjusza Flamininusa z urzędnikami akarnańskimi nie przyniosły jednak rezultatu, wobec czego Rzymianie oblegli stolicę Akarnanów Leukas (obecnie Lefkas) w prefekturze Leukada. Miasto posiadało potężne mury o długości 3 km i było jednym z największych w Grecji. Walki były bardzo zacięte, Akarnanowie bronili się jednak dzielnie. Dopiero na skutek zdrady, Rzymianom udało się w końcu wedrzeć do miasta. Broniąc się obrońcy miasta sformowali szyk bojowy, który odpierał ataki Rzymian. Gdy kolejne oddziały rzymskie wkroczyły do Leukas, Akarnanowie zostali otoczeni. Część z nich zginęła, wielu zaś poddało się. Miasto dostało się w ręce Flamininusa. Ostatni obrońcy akarnańscy poddali się wkrótce po nadejściu wieści o klęsce Filipa pod Kynoskefalaj.  